# Snake Face
Snake Face, izmišljeni lik iz popularne Mattelove franšize Gospodari svemira. Pripadnik je zloglasnih Ljudi zmija i poslušnik kralja Hissa. Tisućljećima je bio zarobljen, zajedno s ostalim Ljudima zmijama, u drugoj dimenziji, kako su ga zarobili članovi Vijeća mudraca. Ima sposobnost pretvaranja ljudi u stijenu, baš kao i gorgona Meduza u grčkoj mitologiji.

## Povijest lika
Snake Face je zli ratnik, član zloglasnih i drevnih Ljudi zija koje su u dalekoj prošlosti, pod vlašću okrutnog kralja Hissa terorizirale Eterniju i njene stanovnike. Uspjeli su ih poraziti članovi Vijeća mudraca koji su ih prognali u drugu dimenziju. U davnini je dobio moći pretvaranja živih bića u stijenu, tako što mu iz skalpa, očiju, usta i torza izvire zmije čije izravan pogled može okameniti njegove protivnike. Slično kao i kod mitološke priče o Meduzi, može ga poraziti jedino refleksija njegova pogleda, prilikom čega se sam okameni. He-Man može dodirom Mača Moći vratiti okamenjene ljude u prvotno stanje, a i Skeletor može pomoću svojih zlih moći učiniti isto.
Snake Face je isprva, u većini medija, bio prikazan kao lojalan pristaša kralja Hissa, koji često radi zajedno sa Sssqueezeom, ali je u novijim pričama prikazan kao i jedan od kandidata za vodstvo nad Ljudima zmijama, nakon što je kralj Hiss lišen vodstva od strane Lady Slither.

## Originalni mini stripoviGospodari svemira
Pojavljuje se prvi put u mini stripu "Osveta Ljudi zmija" (Revenge of the Snake men!) iz 1986. godine u kojem ga je kralj Hiss poslao zajedno s Tanglorom (prvo ime za Sssqueezea) i Blast Attakom u napad na Eternos, gdje su zarobili kraljicu Marlenu. Međutim, Snake Face je, ne znajući, okamenio Čarobnicu koja je bila preuzela obličje kraljice Marlene, kako bi ju zaštitila. He-Man je pošao u Viper Tower te je porazio Snake Facea, uz pomoć zrcalne refleksije štita i oslobodio Čarobnicu.

## Televizijska adaptacija lika
Snake Face se nije pojavio u Filmationovoj originalnoj seriji He-Man i Gospodari svemira iz 1980-ih, jer je Mattel počeo izdavati akcijske figurice Ljudi zmija tek po okončanju emitiranja tog serijala. To su bile ujedno jedne od posljednjih figura u originalnom izdanju. Prvo pojavljivanje bilježi u animiranoj seriji He-Man i Gospodari svemira iz 2003. godine u produkciji Mike Young Productionsa, gdje se pojavljuje kao zli pristaša kralja Hsss-a, oslobođen iz druge dimenzije, čiji je otvor bio duboko u podzemlju Zmijeske planine. U animiranom serijalu također ima sposobnost da pomoću gmizavih zmija koje mu iskaču iz skalpa, očiju, usta i torza okameni ljudi.

## Sposobnosti, oružje i moći
Ima sposobnost okamenjivanja protivnika pogledom. Oružje mu je standardna palica Ljudi zmija i zmijoliki štit.